# 杰克德荣
杰克德荣 （JDR），前富途牛牛全球市场主管，现任OSL集团 (863.HK) 首席营销官，被称为“环保大叔”，是《中国能源报》社、中国环保部环境文化促进会联合主办的“绿色童心中国梦”系列活动的发起人。 广告设计师、传播学品牌专家，设计过加拿大品牌lotto649。

## 人物经历
2005年，受羽西品牌的创始人靳羽西邀请成为指定设计师，设计她的作品《中国绅士》。
2014年12月5日，做为活动发起人，参加由《中国能源报》社、中国环保部环境文化促进会联合主办的“绿色童心中国梦”环保系列活动。
2015年6月，为厦门飞机租赁有限公司开展品牌策划和推广
2016年5月25日，加入上海静安大型环保系列活动，为上海市新中高级中学担任绘画指导老师。
2016年6月19日，受邀参加一月一琴·英氏影视公司在上海举行的开幕式暨新电影《时空偷渡少女》启动仪式
2016年9月，作为主讲嘉宾，参加2016南通青年设计大展主题论坛
2018年5月，参加在上海“外滩二十二号”举行的2018秋冬上海高级定制周发布会